# Josef Weiss (tipografo)
Josef Weiss (Romanshorn, 4 gennaio 1944 – Mendrisio, 5 agosto 2020) è stato un tipografo, editore e grafico svizzero.

## Biografia

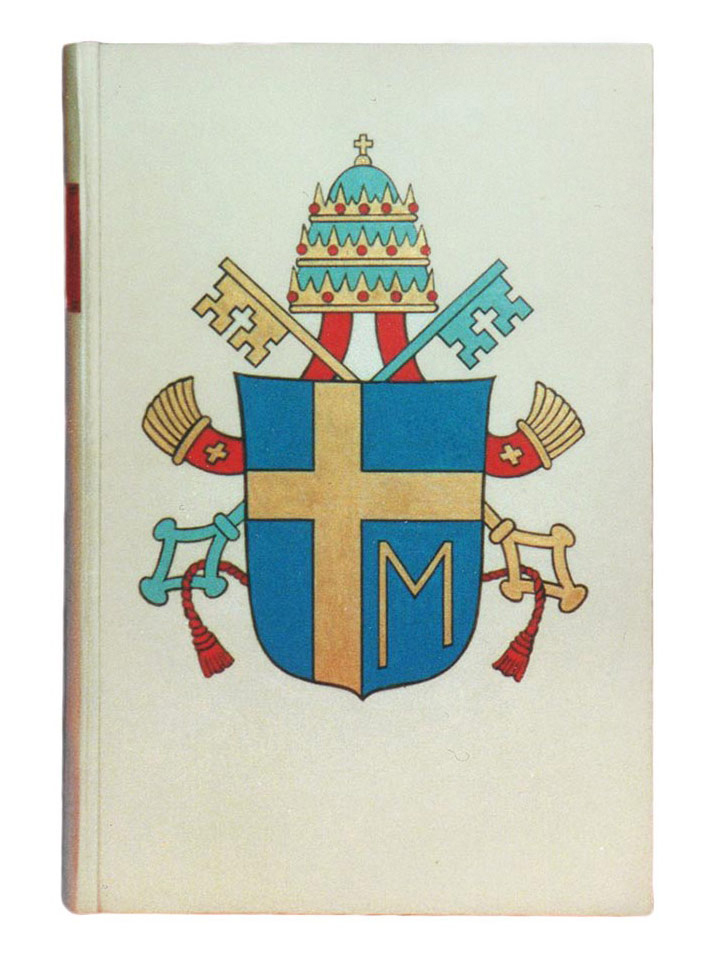
Josef Weiss esemplare destinato a Sua Santità Giovanni Paolo II. Rilegatura in pergamena di vitello, stemma

Josef Weiss nacque a Romanshorn, una cittadina del Canton Turgovia sul lago di Costanza. Trascorse la sua infanzia a Horn, in Turgovia.
Dal 1959 al 1963 compì la sua formazione come rilegatore in bottega e presso la Schule für Gestaltung St. Gallen (Kunstgewerbliche Abteilung).
Ampliò i suoi studi professionali a Berna, Salzburg, Augsburg, Brighton, alla Certosa di Pavia e Berlino e successivamente nei primi anni ottanta presso il Centro del bel libro di Ascona con Hugo Peller.
Dal 1981 fu titolare dell'Atelier Josef Weiss, laboratorio di rilegatura, grafica e letterpress printing. Dal 1989 l’atelier è nel centro storico di Mendrisio.
Nel 1971 sposò Giuliana che collaborò sempre con lui per la realizzazione delle sue edizioni. Dal matrimonio nacquero due figli: il fotografo svizzero Roger Weiss e Manuel Weiss.
Nel 2002 ideò una collana editoriale intitolata Dîvân nata dal desiderio di contribuire ad un possibile dialogo tra Occidente ed Oriente, mediante il chiaro riferimento all’intenzione di Johann Wolfgang von Goethe nel suo West-óstliche Dîvân. Al progetto presero parte poeti, scrittori, artisti e architetti, tra i quali Mario Botta, Gigi Guadagnucci lo scultore svizzero Nag Arnoldi e il premio Nobel per la pace Rigoberta Menchú Tum. La collana entrò a far parte della collezione della Biblioteca Nazionale Svizzera e la Biblioteca Cantonale di Lugano.
Nel 1990 Silvio Berlusconi Editore gli commissionò per la collana Biblioteca dell’Utopia la rilegatura di due titoli: “Elogio della Follia” di Erasmo da Rotterdam e Utopia di Thomas More, quest’ultimo donato a Juan Carlos I di Spagna in occasione dei Giochi della XXV Olimpiade.
Negli anni ’90 realizzò la rilegatura di tre libri destinati a Papa Giovanni Paolo II: Mario Luzi Via Crucis; Gianfranco Ravasi, Libro di Giobbe" e Lettere di Paolo".
Contemporaneamente, fino ai primi anni 2000, restaurò l’intera biblioteca dello scultore svizzero Vincenzo Vela su commissione dell’Ufficio federale della cultura svizzera a Berna.
Nel 2000 realizzò un’edizione in inglese e italiano di una poesia inedita del premio Nobel per la letteratura, Seamus Heaney.
Ottenne diverse menzioni onorevoli: i suoi libri sono stati esposti in diversi musei, tra i quali il MOMA, Museum of Modern Art di New York: The artist and the book in twentieth-century Italy, Museum of Modern Art, New York, 1992. Nel 2017 ha esposto presso la Biblioteca Comunale Centrale di Milano, (conosciuta come Biblioteca Sormani), con il patrocinio della Confederazione Svizzera e Consolato generale di Svizzera a Milano.
Il 29 settembre 2017 si svolse un incontro presso La casa della poesia di Monza, con l'intervento all'arpa di Vincenzo Zitello, durante il quale venne proiettato un reportage videografico girato da Davide Ferrari sull'attività di Josef Weiss.

## Film
Nel 2012 fu girato su di lui il documentario Il libro deve morire per nascere a nuova vita di Lukas Tiberio Klopfenstein presentato al 66º Festival di Locarno
Nel 2016 fu protagonista insieme ad Alberto Casiraghy del film documentario Il fiume ha sempre ragione del regista Silvio Soldini.. Il film ha vinto due premi del pubblico al Biografilm Festival 2016: Audience Award - Premio del pubblico al miglior film del Concorso Internazionale; Biografilm Follower Award - Premio dei Biografilm Follower al film più amato.

## Collezioni
Schweizerische Nationalbibliothek, Bern, Svizzera
Deutsche Nationalbibliothek, Frankfurt, Germania
Deutsche Nationalbibliothek, Leipzig, Germania
Germanisches Nationalmuseum, Nürnberg, Germania
Fondazione Centro studi sull’arte Licia e Carlo Ludovico Ragghianti, Lucca, Italia
Biblioteca Centrale Nazionale, Firenze, Italia
Fondazione Schlesinger, Castagnola, Svizzera
Biblioteca Cantonale, Lugano, Svizzera
Archivio di Stato, Bellinzona, Svizzera
Nasjonalmuseet, Oslo, Norvegia
Giuseppe Panza di Biumo, Massagno-Lugano, Svizzera
Loriano Bertini, Prato FI, Italia

## Menzioni
Die kantonale Lehrlings Pruefungskommission von Appenzell Ausserrhoden, 1962
Triennale Internazionale de la Reliure, Lausanne, 1983
Les Arts du livre d'hier a demain 1985/86, Centre des Arts et Loisirs du Vésinet
Premio Internazionale Felice Feliciano, Verona, 1993
European Bookbindings '93, The Royal Library, Copenaghen

## Documentari
Il fiume ha sempre ragione di Silvio Soldini (2016)
Il libro deve morire per nascere a nuova vita di Lukas Tiberio Klopfenstein
Josef Weiss Edizioni Mendrisio di Simon Brazzola